# Jānis Sudrabkalns
Pour les articles homonymes, voir Peine.
Œuvres principales
Brāļu saimē (1947)
Jānis Sudrabkalns de son vrai nom Arvīds Peine, né le 29 mai 1894 à Inčukalns et mort le 4 septembre 1975 à Rīga, est un poète letton et membre de l'Académie des sciences de Lettonie.

## Biographie
Fils de Carl Peine, un enseignant reconverti plus tard en aubergiste, Arvīds Peine, naît à Inčukalns le 29 mai 1894. En 1902, la famille s'installe dans le village de Jaunpiebalga où l'année suivante,le futur poète commence sa scolarité dans une école paroissiale et obtient son diplôme en 1908. En 1909-1911, il étudie au gymnase privé de Fricis Šmithens et Ludis Bērziņš à Dubulti. Après la mort de son père en 1910, il est contraint d'arrêter ses études et de continuer à acquérir des connaissances par lui-même. Il déménage à Riga en 1913. 
En 1915, mobilisé dans l'armée et après avoir suivi une formation paramédicale de trois mois, il sert dans l'infanterie. En mars 1917, faisant partie du 5e régiment de fusiliers lettons, il est affecté au journal Brīvais strēlnieks - plus tard Latvju strēlnieks. Au début de 1918, il démobilisé pour des raisons de santé, de retour à Riga il commence à travailler comme correcteur dans le journal Līdums et le 4 mai 1918, y publie son premier poème humoristique Pavasara zaïais karogs sous le pseudonyme Oliveretto, À l'époque de la République soviétique de Lettonie, de janvier à mai 1919, il travaille comme traducteur pour le journal Cīņa. Dans les années 1920-1930, il collabore avec les publications Latvijas Sargs (1920), Latvijas Vēstnesis (1924-1925), Hallo (1927-1928), Pēdējā brīdī (1927-1930), Dienas lapa (1933-1934), Jaunākās ziņas (1937-1940). Dans les années 1920 et 1930, il travaille comme traducteur, critique de théâtre et de musique et auteur d'essais sur la littérature lettone, allemande, anglaise, russe et italienne.
À l'été 1940, après l'Occupation soviétique de la Lettonie en 1940, Sudrabkalns prit le parti du gouvernement soviétique. Avec Vilis Lācis et Andrejs Upīts, il est parmi les premiers hommes de lettres lettons à rejoindre l'Union des écrivains soviétiques. En juin 1941, délégué au premier congrès de l'Union des écrivains soviétiques en Lettonie, il fait connaissance des écrivains tels que Nikolaï Tikhonov, Nikolaï Asseïev, Sergueï Mikhalkov, Ianka Koupala, Olexandr Kornitchouk, Petras Cvirka, Hamid Olimjon et Suleyman Rustam. Avec le début de la Grande Guerre patriotique en juin 1941, il est évacué vers l'est, d'abord dans la région de Kirov, puis à Khaltourine, à Ourjoum, à Kstinino. À Ourjoum, Sudrabkalns écrit l'un de ses poèmes de propagande les plus célèbres Au peuple russe. Par la suite, il  déménage en Bachkirie. De janvier 1942 à septembre 1944, il vit à Moscou.
Lauréat du prix Staline en 1948, il est membre du PCUS depuis 1951.
Décédé le 4 septembre 1975 à Riga, il est enterré au cimetière Rainis.